# Ctenantedon kinziei
Ctenantedon kinziei is een haarster uit de familie Antedonidae.
De wetenschappelijke naam van de soort werd in 1972 gepubliceerd door Meyer.